# Погореловка (Ряжский район)
Погореловка — деревня в Ряжском районе Рязанской области России. Входит в состав Алешинского сельского поселения.

## География
Деревня находится в южной части Рязанской области, в лесостепной зоне, в пределах Окско-Донской равнины, на правом берегу реки Хупты, на расстоянии примерно 2 километров (по прямой) к югу от города Ряжска, административного центра района. Абсолютная высота — 110 метров над уровнем моря.

### Климат
Климат характеризуется как умеренно континентальный, с тёплым летом и умеренно холодной снежной зимой. Среднегодовая температура воздуха — 4,3 °C. Средняя температура воздуха самого холодного месяца (января) — −11 °C (абсолютный максимум — −41 °C); самого тёплого месяца (июля) — 18,5 °C (абсолютный максимум — 38 °C). Безморозный период длится около 150 дней. Среднегодовое количество осадков — 521 мм, из которых 349 мм выпадает в период с апреля по октябрь. Снежный покров держится в течение 125 дней.

### Часовой пояс
Деревня Погореловка, как и вся Рязанская область, находится в часовой зоне МСК (московское время). Смещение применяемого времени относительно UTC составляет +3:00.

## Население
| 2010 |
| ---- |
| 6    |

### Национальный состав
Согласно результатам переписи 2002 года, в национальной структуре населения русские составляли 95 % из 21 чел.